# یزرو (سوکوبانگا)
یزرو (به صربی: Jezero) یک منطقهٔ مسکونی در صربستان است که در سوکوبانگا واقع شده‌است. یزرو ۲۵۳ نفر جمعیت دارد و ۶۸۰ متر بالاتر از سطح دریا واقع شده‌است.